# Togočevce
Togočevce (izvirno srbsko Тогочевце) je naselje v Srbiji, ki upravno spada pod Občino Lebane; slednja pa je del Jablaniškega upravnega okraja.
Na nakaterih zemljevidih je naselje označeno tudi kot Togočevci.

## Demografija
V naselju, katerega izvirno (srbsko-cirilično) ime je Тогочевце, živi 679 polnoletnih prebivalcev, pri čemer je njihova povprečna starost 43,3 let (43,0 pri moških in 43,5 pri ženskah). Naselje ima 195 gospodinjstev, pri čemer je povprečno število članov na gospodinjstvo 4,25.
To naselje je popolnoma srbsko (glede na rezultate popisa iz leta 2002), a v času zadnjih treh popisov je opazno zmanjšanje števila prebivalcev.
|  |

| Demografija | Demografija     | Demografija     |
| Leto        | Št. prebivalcev | Št. prebivalcev |
| ----------- | --------------- | --------------- |
|             |                 |                 |
|             |                 |                 |
|             |                 |                 |
|             |                 |                 |
| 1948        | 966             |                 |
| 1953        | 1014            |                 |
| 1961        | 953             |                 |
| 1971        | 955             |                 |
| 1981        | 980             |                 |
| 1991        | 925             | 902             |
| 2002        | 870             | 828             |
|             |                 |                 |

| Etnična sestava po popisu iz leta 2002 | Etnična sestava po popisu iz leta 2002 | Etnična sestava po popisu iz leta 2002 | Etnična sestava po popisu iz leta 2002 | Etnična sestava po popisu iz leta 2002 |
| -------------------------------------- | -------------------------------------- | -------------------------------------- | -------------------------------------- | -------------------------------------- |
| Srbi                                   | Srbi                                   |                                        | 828                                    | 100,0%                                 |
| Neznano                                | Neznano                                |                                        | 0                                      | 0,0%                                   |